# 1450-1459
De jaren 1450-1459 (van de christelijke jaartelling) zijn een decennium in de 15e eeuw.

## Meerjarige gebeurtenissen en ontwikkelingen

### Ottomaanse Rijk
- 1453 : de val van Constantinopel betekent het einde van het Byzantijnse Rijk. Het nieuwe Osmaanse bewind laat in 1455-56 de Grote Bazaar van Istanbul bouwen.
- 1456 : Beleg van Belgrado. De Osmanen slagen er niet in de stad te veroveren.

### Europa
- 1450 : Slag bij Formigny. De Engelsen verliezen het hertogdom Normandië.
- 1453 : Slag bij Castillon. De Engelsen verliezen Bordeaux. Dit is het einde van de Honderdjarige Oorlog. Van het Anglo-Franse rijk is alleen nog Calais over.
- 1453 : Na het horen van het verlies van Bordeaux, heeft Hendrik VI van Engeland een vlaag van waanzin.
- 1454 : Richard van York wordt aangesteld als Lord Protector.
- 1455 : De Eerste Slag bij St Albans is het begin van de Rozenoorlogen. Koning Hendrik uit het huis Lancaster vindt zijn zinnen terug en verzet zich.
- 1452 : Frederik III Habsburg wordt tot keizer gekroond.
- 1453 : Privilegium maius. Frederik III wordt aartshertog van Oostenrijk.
- 1454 : Dertienjarige Oorlog. De Pruisische Bond komt in opstand tegen de Duitse Orde.

### Lage landen
- 1453 : De Vrede van Gavere maakt een einde aan de Zoutoorlog. Gent verliest een deel van zijn handelsvrijheden en privileges.
- In 1451 zijn de kooplieden van de Duitse Hanze zo ongelukkig over de gang van zaken in Brugge, dat ze beslissen om naar Utrecht en Antwerpen te verhuizen. Een belangrijke Brugse delegatie rijdt ze in 1457 achterna om ze tot betere gevoelens te brengen. Er worden hen heel wat gunstige voorwaarden aangeboden. Niet de minste is dat ze op de kosten van de stad Brugge een splinternieuw stadspaleis zullen krijgen. Ze laten zich verleiden, komen terug en het 'Huis van de Oosterlingen' wordt gebouwd.
- De Utrechtse Oorlog is een lokale uitbarsting van de Hoekse en Kabeljauwse Twisten. De bisschopstroon van het Sticht Utrecht wordt betwist door een telg uit de oude Hollandse adel en David van Bourgondië, een bastaardzoon van Filips de Goede.

### Azië
- Na een aantal veroveringen en plunderingen door het koninkrijk Ayutthaya (in hedendaags Thailand) besluiten de koningen van het Khmerrijk het gebied rond Angkor te ontruimen en de bevolking te verhuizen naar het gebied rondom het huidige Phnom Penh.
- Leden van de Lodidynastie komen aan de macht in het sultanaat Delhi.

### Cultuur
- Tot stand komen van het Lochamer-Liederbuch.

### Uitvinding
- In 1454 bouwt Gutenberg de eerste drukpers in Europa. Tussen 1452 en 1455 wordt er gewerkt aan het drukken van de Gutenbergbijbel gedrukt in Mainz. De Gutenbergbijbel is het eerste gedrukte boek Tussen 1458 en 1460 wordt een tweede druk vervaardigd.

### Cartografie
- 1459 : Fra Mauro-wereldkaart.

### Natuurfenomenen
- 1452 : Kuwae vulkaanuitbarsting
- 1456 : De passage van de Komeet Halley.
- Danse macabre.

<< · 1450 · 1451 · 1452 · 1453 · 1454 · 1455 · 1456 · 1457 · 1458 · 1459 · >>
<< · 1400-1409 · 1410-1419 · 1420-1429 · 1430-1439 · 1440-1449 · 1450-1459 · 1460-1469 · 1470-1479 · 1480-1489 · 1490-1499 · >>